# 라그랑주 부분 다양체
심플렉틱 기하학에서 라그랑주 부분 다양체(Lagrange部分多樣體, 영어: Lagrangian submanifold)는 심플렉틱 형식의 당김이 0이 되어, 국소적으로 일반화 좌표(또는 일반화 운동량)의 부분 다양체로 간주할 수 있는 최대 차원 부분 다양체이다.

## 정의
{\displaystyle 2n}차원 심플렉틱 다양체 {\displaystyle (M,\omega )} 속의 매끄러운 부분 다양체 {\displaystyle \iota \colon N\hookrightarrow M}가 다음 조건을 만족시킨다면, 등방성 부분 다양체(等方性部分多樣體, 영어: isotropic submanifold)라고 한다.
{\displaystyle \iota ^{*}\omega =0}
즉, 심플렉틱 형식 {\displaystyle \omega }를 {\displaystyle N}에 국한하였을 때 0이 되어야 한다.
{\displaystyle 2n}차원 심플렉틱 다양체의 {\displaystyle n}차원 등방성 부분 다양체를 라그랑주 부분 다양체(영어: Lagrangian submanifold)라고 한다. 즉, 라그랑주 부분 다양체는 최대 차원의 등방성 부분 다양체이다.
이와 마찬가지로, 만약 {\displaystyle \iota }가 매끄러운 매장이 아니라 매끄러운 몰입일 경우, 마찬가지로 등방성 몰입(영어: isotropic immersion) 및 라그랑주 몰입(영어: Lagrangian immersion)을 정의할 수 있다.

### 라그랑주 올뭉치
라그랑주 올뭉치(영어: Lagrangian fibration)
{\displaystyle L{\stackrel {\iota }{\hookrightarrow }}M{\stackrel {\pi }{\twoheadrightarrow }}B}
는 일반올 {\displaystyle L}이 전체 공간 {\displaystyle (M,\omega )}의 라그랑주 부분 다양체를 이루는 올뭉치이다. 이 경우, 합성 {\displaystyle \pi \circ \iota \colon L\to B}에서, {\displaystyle \pi }가 국소 미분 동형이 되지 않는 점, 즉 {\displaystyle n\times n} 행렬 {\displaystyle D(\pi \circ \iota )}의 계수가 {\displaystyle n} 미민인 점들의 집합
{\displaystyle \{b\in B\colon \operatorname {rank} D(\pi \circ \iota )|_{b}<n\}}
을 라그랑주 올뭉치의 초점면(焦點面, 영어: caustic)이라고 한다.

### 특수 라그랑주 부분 다양체
{\displaystyle 2n}차원 켈러 다양체 {\displaystyle M}위의 부피 형식이 {\displaystyle \omega ^{n}/n!}이며, {\displaystyle (n,0)}-복소수 미분 형식 {\displaystyle \Omega }가
{\displaystyle \Omega \wedge {\bar {\Omega }}=\omega ^{n}/n!}
를 만족시킨다고 하자. {\displaystyle \Omega }의 실수 성분과 허수 성분을 분해하자.
{\displaystyle \Omega =\Omega _{1}+i\Omega _{2},\qquad \Omega _{1},\Omega _{2}\in H^{n}(M;\mathbb {R} )}
그렇다면, {\displaystyle (M,\Omega )} 속의 특수 라그랑주 부분 다양체(영어: special Lagrangian submanifold)는 다음 조건을 만족시키는 라그랑주 부분 다양체 {\displaystyle \iota \colon L\hookrightarrow M}이다.
{\displaystyle \iota ^{*}\Omega _{2}=0}
칼라비-야우 다양체 속의 특수 라그랑주 부분 다양체의 개념은 끈 이론, 특히 거울 대칭에서 등장한다.

## 성질
임의의 두 심플렉틱 다양체 {\displaystyle (M_{1},\omega _{1})}, {\displaystyle (M_{2},\omega _{2})} 사이의 미분 동형
{\displaystyle f\colon M_{1}\to M_{2}}
에 대하여, 다음 두 조건이 서로 동치이다.:Lemma 3.14
- {\displaystyle f}는 심플렉틱 사상이다. 즉, {\displaystyle f^{*}\omega _{2}=\omega _{1}}이다.
- {\displaystyle f}의 그래프 {\displaystyle \{(x,f(x))\colon x\in M_{1}\}\subset M_{1}\times M_{2}}는 {\displaystyle (M_{1}\times M_{2},\omega _{1}\oplus (-\omega _{2}))}의 라그랑주 부분 다양체이다.

## 예

### 심플렉틱 벡터 공간의 라그랑주 부분 벡터 공간
{\displaystyle 2n}차원 심플렉틱 벡터 공간의 부분 벡터 공간 가운데 라그랑주 부분 다양체를 이루는 것을 라그랑주 부분 벡터 공간(영어: Lagrangian linear subspace)이라고 하며, 그 모듈라이 공간을 라그랑주 그라스만 다양체(영어: Lagrangian Grassmannian)라고 한다.
심플렉틱 벡터 공간에 심플렉틱 구조와 호환되는 내적을 주자 (이는 표준적이지 않다). 그렇다면, 내적의 선택에 따라 라그랑주 그라스만 다양체는 다음과 같이 나타낼 수 있다.
{\displaystyle \operatorname {LagGrass} (n)\cong \operatorname {U} (n)/\operatorname {O} (n)}
그러나 이 동형은 내적의 선택에 의존하므로 표준적이지 않다. 라그랑주 그라스만 다양체는 단일 연결 공간이 아니며, 그 기본군은 무한 순환군
{\displaystyle \pi _{1}\left(\operatorname {LagGrass} (n)\right)\cong \mathbb {Z} }
이다. 이로부터 마슬로프 지표를 정의할 수 있다.

### 2차원 심플렉틱 다양체의 라그랑주 부분 다양체
2차원 심플렉틱 다양체 {\displaystyle (\Sigma ,\omega )} 속의 매끄러운 곡선 {\displaystyle \gamma \subset \Sigma }은 항상 라그랑주 부분 다양체를 이룬다. (곡선 위에는 0이 아닌 2차 미분 형식이 존재할 수 없기 때문이다.)
예를 들어, 표준적인 심플렉틱 구조를 부여한 2차원 유클리드 공간 {\displaystyle \mathbb {R} ^{2}=T^{*}\mathbb {R} }을 생각하자. 이 경우, 임의의 곡선 {\displaystyle \gamma \subset \mathbb {R} ^{2}}은 라그랑주 부분 다양체를 이룬다. 이 경우, {\displaystyle x}축으로의 사영
{\displaystyle \pi \colon \mathbb {R} ^{2}\to \mathbb {R} }
{\displaystyle \pi \colon (x,p)\mapsto x}
을 정의한다면, 이 사영에 대한 곡선의 초점면은 기울기가 무한대가 되는 점(즉, 접선이 {\displaystyle p}축과 평행한 점)이다. 예를 들어, 타원
{\displaystyle {\frac {1}{2}}kx^{2}+{\frac {1}{2m}}p^{2}=E}
은 해밀토니언 {\displaystyle H(x,p)=kx^{2}/2+p^{2}/2m}의 준위 부분 집합 {\displaystyle \{(x,p)\colon H(x,p)=E\}}인 라그랑주 부분 다양체이며, 초점면은 운동량이 0이 되는 점
{\displaystyle \{{\sqrt {2E/k}},-{\sqrt {2E/k}}\}}
이다.

### 공변접다발
매끄러운 다양체 {\displaystyle M} 위의 공변접다발 {\displaystyle T^{*}M}은 자연스럽게 심플렉틱 다양체를 이룬다. 임의의 매끄러운 함수 {\displaystyle S\colon M\to \mathbb {R} }에 대하여, 다음과 같은 {\displaystyle T^{*}M}의 부분 다양체를 정의하자.
{\displaystyle \left\{(x,\partial _{\mu }S(x))\colon x\in M\right\}\subset T^{*}M}
그렇다면 이는 {\displaystyle T^{*}M}의 라그랑주 분 다양체를 이룬다. 특히, 상수 함수 {\displaystyle S=0}일 경우 이는 {\displaystyle M\subset T^{*}M}는 라그랑주 부분 다양체를 이룬다.

## 같이 보기
- 마슬로프 지표
- 기하학적 양자화